# Даміано Дзеноні
Даміано Дзеноні (італ. Damiano Zenoni, нар. 23 квітня 1977, Трескоре-Бальнеаріо) — італійський футболіст, що грав на позиціях захисника і півзахисника, зокрема за «Аталанту», «Парму», а також національну збірну Італії.
Має брата-близнюка Крістіана, з яким разом грав в «Аталанті» і збірній.

## Клубна кар'єра
Народився 23 квітня 1977 року в місті Трескоре-Бальнеаріо. Вихованець футбольної школи клубу «Аталанта». 
На дорослому рівні починав грати у 1996–1998 роках на умовах оренди за третьолігові «Пістоєзе» та «АльцаноЧене».
1998 року повернувся до «Аталанти», де протягом наступних шести з половиною сезонів був стабільним гравцем основного складу, допомігши зокрема 2000 року здобути підвищення в класі до Серії A.
На початку 2005 року перейшов до «Удінезе», за який протягом наступних двох з половиною років відіграв у 68 іграх найвищого італійського дивізіону, а також дебютував у єврокубках.
2007 року уклав контракт з «Пармою», у складі якого провів наступні три роки своєї кар'єри, з них два на рівні Серії A.
Згодом протягом частини 2011 року грав за «П'яченцу» у другому дивізіоні, а завершував ігрову кар'єру у нижчоліговому «Грумеллезе», за який виступав протягом 2011—2014 років, де воз'єднався з братом-близнюком Крістіаном.

## Виступи за збірну
Восени 2000 року провів свою єдину офіційну гру у складі національної збірної Італії.

## Кар'єра тренера
Розпочав тренерську кар'єру, ще продовжуючи грати на полі, 2012 року, очоливши одну з юнацьких команд клубу «Грумеллезе».
Згодом працював на різних тренерських посадах у структурі нижчолігового клубу «Феральпізало», у тому числі протягом частини 2019 року як головний тренер основної команди.

## Статистика виступів

### Статистика клубних виступів
| Сезон                  | Команда                | Чемпіонат              | Чемпіонат | Чемпіонат | Національний кубок | Національний кубок | Національний кубок | Континентальні кубки | Континентальні кубки | Континентальні кубки | Інші змагання | Інші змагання | Інші змагання | Усього | Усього |
| Сезон                  | Команда                | Ліга                   | Ігор      | Голів     | Ліга               | Ігор               | Голів              | Ліга                 | Ігор                 | Голів                | Ліга          | Ігор          | Голів         | Ігор   | Голів  |
| ---------------------- | ---------------------- | ---------------------- | --------- | --------- | ------------------ | ------------------ | ------------------ | -------------------- | -------------------- | -------------------- | ------------- | ------------- | ------------- | ------ | ------ |
| 1995–96                | «Аталанта»             | A                      | 0         | 0         | КІ                 | 0                  | 0                  | -                    | -                    | -                    | -             | -             | -             | 0      | 0      |
| 1996–97                | «Пістоєзе»             | C1                     | 26        | 0         | КІ-C               | ?                  | ?                  | -                    | -                    | -                    | -             | -             | -             | 26     | 0      |
| 1997–98                | «АльцаноЧене»          | C1                     | 32        | 1         | КІ-C               | ?                  | ?                  | -                    | -                    | -                    | -             | -             | -             | 32     | 1      |
| 1998–99                | «Аталанта»             | B                      | 31        | 3         | КІ                 | 8                  | 0                  | -                    | -                    | -                    | -             | -             | -             | 39     | 3      |
| 1999–00                | «Аталанта»             | B                      | 37        | 3         | КІ                 | 7                  | 1                  | -                    | -                    | -                    | -             | -             | -             | 44     | 4      |
| 2000–01                | «Аталанта»             | A                      | 27        | 1         | КІ                 | 7                  | 0                  | -                    | -                    | -                    | -             | -             | -             | 34     | 1      |
| 2001–02                | «Аталанта»             | A                      | 25        | 0         | КІ                 | 1                  | 0                  | -                    | -                    | -                    | -             | -             | -             | 26     | 0      |
| 2002–03                | «Аталанта»             | A                      | 30+1      | 1+0       | КІ                 | 1                  | 0                  | -                    | -                    | -                    | -             | -             | -             | 32     | 1      |
| 2003–04                | «Аталанта»             | B                      | 42        | 0         | КІ                 | 1                  | 0                  | -                    | -                    | -                    | -             | -             | -             | 43     | 0      |
| 2004-січ. 2005         | «Аталанта»             | A                      | 17        | 0         | КІ                 | 6                  | 0                  | -                    | -                    | -                    | -             | -             | -             | 23     | 0      |
| Усього за «Аталанти»   | Усього за «Аталанти»   | Усього за «Аталанти»   | 209+1     | 8+0       |                    | 31                 | 1                  |                      | -                    | -                    |               | -             | -             | 241    | 9      |
| січ.-черв. 2005        | «Удінезе»              | A                      | 16        | 0         | КІ                 | 2                  | 0                  | -                    | -                    | -                    | -             | -             | -             | 18     | 0      |
| 2005–06                | «Удінезе»              | A                      | 32        | 0         | КІ                 | 3                  | 0                  | ЛЧ+КУЄФА             | 8+2                  | 0+0                  | -             | -             | -             | 45     | 0      |
| 2006–07                | «Удінезе»              | A                      | 20        | 0         | КІ                 | 2                  | 0                  | -                    | -                    | -                    | -             | -             | -             | 22     | 0      |
| Усього за «Удінезе»    | Усього за «Удінезе»    | Усього за «Удінезе»    | 68        | 0         |                    | 7                  | 0                  |                      | 10                   | 0                    |               | -             | -             | 85     | 0      |
| 2007–08                | «Парма»                | A                      | 31        | 0         | КІ                 | 0                  | 0                  | -                    | -                    | -                    | -             | -             | -             | 31     | 0      |
| 2008–09                | «Парма»                | B                      | 37        | 1         | КІ                 | 1                  | 0                  | -                    | -                    | -                    | -             | -             | -             | 38     | 1      |
| 2009–10                | «Парма»                | A                      | 19        | 0         | КІ                 | 1                  | 0                  | -                    | -                    | -                    | -             | -             | -             | 20     | 0      |
| Усього за «Парму»      | Усього за «Парму»      | Усього за «Парму»      | 87        | 1         |                    | 2                  | 0                  |                      | -                    | -                    |               | -             | -             | 89     | 1      |
| 2010–11                | «П'яченца»             | B                      | 20+2      | 0         | КІ                 | 0                  | 0                  | -                    | -                    | -                    | -             | -             | -             | 22     | 0      |
| 2011–12                | «Грумеллезе»           | Рег.                   | 26        | 4         | КІ-D               | 0                  | 0                  | -                    | -                    | -                    | -             | -             | -             | 26     | 4      |
| 2012–13                | «Грумеллезе»           | Рег.                   | 10        | 0         | КІ-D               | 1                  | 0                  | -                    | -                    | -                    | -             | -             | -             | 11     | 0      |
| 2013–14                | «Грумеллезе»           | Рег.                   | 19+1      | 0         | КІ-D               | 3                  | 0                  | -                    | -                    | -                    | -             | -             | -             | 23     | 0      |
| Усього за «Грумеллезе» | Усього за «Грумеллезе» | Усього за «Грумеллезе» | 55+1      | 4         |                    | 4                  | 0                  |                      | -                    | -                    |               | -             | -             | 60     | 4      |
| Усього за кар'єру      | Усього за кар'єру      | Усього за кар'єру      | 498+4     | 14+0      |                    | 44                 | 1                  |                      | 10                   | 0                    |               | -             | -             | 556    | 15     |

### Статистика виступів за збірну
| Дата       | Місто | Господарі | Результат | Гості  | Турнір           | Голи | Примітки |
| ---------- | ----- | --------- | --------- | ------ | ---------------- | ---- | -------- |
| 15-11-2000 | Турин | Італія    | 1 – 0     | Англія | товариський матч | -    | 52'      |
| Усього     |       | Матчів    | 1         |        | Голів            | 0    |          |